# Кроль (дворянский род)
Кроль (Krohl, Kroll) — дворянский род, происходящий от немецкого эмигранта Христиана-Готлиба Кроля (1765—1823), служившего в гатчинских войсках Павла Петровича и после воцарения последнего возведённого в потомственное дворянство.
- Сын его Иоганн, или Иван Христианович Кроль (1795−1854), протеже Аракчеева, устроитель старорусских военных поселений, инженер-генерал-майор; с 1841 г. вице-директор 2-го департамента Министерства путей сообщения. Его дети:
  - Николай Иванович Кроль (1823—1871), поэт, прозаик и драматург.
  - Любовь Ивановна Кроль (1829—1900), события, предшествовавшие её свадьбе с графом Г. А. Кушелевым-Безбородко, возможно, преломились в романе Ф. М. Достоевского «Идиот»[1].
  - Александра Ивановна (1841—1862) в 1858 г. вышла замуж за знаменитого спирита Хьюма. Их внучка Александра Григорьевна (1907—1996) была женой барона Юрия Михайловича Унгерн-Штернберга (1902—1968).

Существовал и другой дворянский род с таким именем. Определением Правительствующего Сената, состоявшимся 24 марта 1865 года, действительный статский советник Иоганн-Георг Кроль, с детьми: 1) Гаральдом-Вильгельмом, 2) Федором-Адамом, 3) Карлом-Юлиусом, 4) Идой-Матильдой, 5) Иоганной-Фридерикой и 6) Августой-Эрнестой, утвержден в потомственном дворянском достоинстве, по личным своим заслугам, со внесением в третью часть дворянской родословной книги.

## Описание герба
В червлёном щите три золотые секиры (две вверху, одна внизу).
Над щитом дворянский шлем с короной. Нашлемник: рука в золотых латах, вытянутая вверх, держит золотую секиру. Намёт: червлёный с золотом. Герб Кроля (Кроль) внесён в Общий гербовник дворянских родов Российской империи, часть 13, стр. 118.